# Ou Ruessei
Ou Ruessei es una comuna (khum) del distrito de Kompung Tralach, en la provincia de Kompung Chinang, Camboya. En marzo de 2008 tenía una población estimada de 8229 habitantes.